# NASCAR The Game: Inside Line
NASCAR The Game: Inside Line es la segunda edición de la NASCAR The Game serie simulador de carreras, y la secuela de NASCAR The Game: 2011. Desarrollado por Eutechnyx y publicado en Estados Unidos por Activision, que fue lanzado para PlayStation 3, Wii y Xbox 360 el 6 de noviembre de 2012. Todos los 23 de la Copa Sprint pistas de carreras se ofrecen en el juego, con la adición de varios Sprint Cup Series pilotos, equipos y vehículos.

## Jugabilidad

### Características
NASCAR The Game: Inside Line es el segundo juego en relación con la NASCAR desde Eutechnyx. Una de las características es un modo de carrera más en profundidad lo que permite a los jugadores competir en la serie de la Copa, atraen nuevos patrocinios y actualizar los componentes de sus automóviles. [ 1 ] El modo de carrera, así como el modo en línea, también incluye la raza más realista fines de semana. [ 1 ] Todas las 23 pistas, así como muchos Sprint Cup Series pilotos, equipos y coches está incluido en el juego. [ 1 ] [ 3 ] Las voces de Mike Joy y Darrell Waltrip de NASCAR en Fox se presentan durante la pre -raza y posteriores a la carrera escenas. El exjefe de equipo y NASCAR en ESPN analista Ray Evernham también se ofrece durante las escenas de configuración garaje.

### Autos Gen 6
A principios de febrero de 2013, la generación 6 Coches fueron anunciados como contenido descargable para la PlayStation 3 y Xbox 360. Se esperaba que los coches para ser lanzado para el juego en algún momento alrededor de la época del 2013 Daytona 500. Sin embargo, debido a un problema al intentar lanzar una actualización, no fueron totalmente reveladas hasta el 31 de marzo y 2 de abril en libertad. El 19 de octubre, la compañía anunció oficialmente que no habrá más Generación 6 esquemas de la pintura debido a problemas técnicos.
En el futuro, sin embargo, se espera que habrá nuevo contenido descargable para cada nueva temporada de la Copa Sprint, por lo menos hasta la temporada 2014, con nuevos equipos y coches con esquemas actualizados de pintura y podría ir junto con NASCAR '14. Esto será a diferencia de la EA Sports serie de NASCAR videojuegos, mientras que hubo un nuevo juego lanzado para casi cada nueva temporada de la Copa Sprint.

## Version de Windows
El 12 de junio de 2013, Eutechnyx anunció NASCAR The Game: 2013, una versión optimizada de NASCAR The Game: Inside Line desarrollado para Microsoft Windows. El juego es el primer juego con licencia oficial de NASCAR PC en años.
Poco después del anuncio del juego, se puso a disposición para las pruebas beta acceso temprano a través de pre-orden a través de Steam. El juego fue afinado y ajustado de acuerdo con los comentarios tecla del reproductor y fue lanzado oficialmente a finales de julio.
NASCAR The Game: 2013 cuenta con los Gen-6 coches de la temporada 2013 de la Copa Sprint incluido un análisis actualizado temporada 2013 lista de los conductores. El juego de Windows incluye multijugador en línea, así como la competencia AI.

## Conductor Para La Portada
En mayo de 2012, Eutechnyx anunció la unidad para el torneo de la cubierta para determinar el conductor de la portada. Fue un torneo entre 32 conductores que hacía juego con los conductores en pares para los aficionados a votar en Facebook por sus favoritos. En la ronda final, Dale Earnhardt Jr. y Kasey Kahne eran la final. El ganador, anunciado a mediados de agosto, fue Dale Earnhardt Jr.

## Banda sonora
Source:
| Canción                       | Artista            |
| ----------------------------- | ------------------ |
| "Like I Roll"                 | Black Stone Cherry |
| "Itchin' on a Photograph"     | Grouplove          |
| "Rock Show"                   | Halestorm          |
| "Last One Standing"           | Simple Plan        |
| "Now"                         | Staind             |
| "Afterlife"                   | Switchfoot         |
| "Goldrushed" and "In the End" | The Royal Concept  |
| "Feeling Good"                | The Sheepdogs      |
| "My Hometown"                 | Uncle Kracker      |
| "Gettin' Home"                | Simplified         |
| "Victim of Circumstance"      | In Transformation  |
| "Bridges"                     | Transparent        |